# Abancourt (Oise)
Abancourt település Franciaországban, Oise megyében. Lakosainak száma 581 fő (2022. január 1.). Abancourt Quincampoix-Fleuzy, Bouvresse, Lannoy-Cuillère, Gourchelles, Romescamps, Criquiers, Blargies, Moliens és Saint-Thibault községekkel határos.

## Népesség
A település népességének változása:
| Lakosok száma | 639  | 647  | 658  | 651  | 635  | 621  | 606  | 594  | 581  |
|               | 2013 | 2015 | 2016 | 2017 | 2018 | 2019 | 2020 | 2021 | 2022 |